# Brachycorythis pumilio
Brachycorythis pumilio là một loài thực vật có hoa trong họ Lan. Loài này được (Lindl.) Rchb.f. mô tả khoa học đầu tiên năm 1882.